# Сфагнум вузьколистий
Сфагнум вузьколистий (Sphagnum angustifolium) — вид мохів порядку торфовикальних (Sphagnales).
Вид можна макроскопічно відрізнити від інших сфагнумів завдяки чітко вираженим довгим загостреним листкам гілок, маленьким трикутним листям стебла з тупими кінцями та зеленуватому кольору. Безперечною мікроскопічною ознакою завжди є відсутність епідермісу.

## Поширення
Батьківщиною є Європа, Північна Америка, Азія.
Населяє оліго- та мезотрофні, середньокислі болота та болотисті місця.

## Характеристика
Це рослини зазвичай жовтувато-коричневого кольору, чисто зелені — зустрічаються рідко. Гілки організовані в групи по чотири чи п'ять, зазвичай 2 чи 3 з них стирчать. Епідерміс стебла не розвинений. Склеродерміс гіаліновий. Невеликі стеблові листки трикутної форми загострені, мають заокруглений або потертий кінчик і мають діаметр ≈ 1 мм. Подовжені ланцетні гілкові листки довжиною ≈ 2–3 мм поступово звужуються до загострення. У сухому вигляді листя гілок лише злегка хвилясті.